# Franc Cvar
Franc Cvar, slovenski duhovnik, * 11. december 1911, Sodražica, † 18. junij 1942, Roženberk.

## Življenje
Po študiju v gimnaziji je vstopil v ljubljansko bogoslovje. 2. julija 1939 je bil posvečen za duhovnika, avgusta 1939 pa je bil nastavljen v službo kaplana v Šentrupertu na Dolenjskem. Bil je aktiven pri delu z mladino, ki jih je zbiral v Marijino družbo in v Katoliško akcijo.
Med vojno je po igral ključno vlogo pri zbiranju skupine prostovoljcev za odhod v četniški t.i. Štajerski bataljon. Njegovo delo na tem področju v sodelovanju s Francem Nahtigalom je opisanu v dnevniku pripadnice te skupine Roze Uhan. Prišel je na seznam nezaželenih oseb pri partizanih. 20. marca 1942 so ga prvič zasliševali in nato izpustili, ker je svojo vlogo v protipartizanskem delu zatajil. S tamkajšnjim župnikom Francetom Nahtigalom sta izvedela, da sta ogrožena, vendar nista bežala. Iz pripovedi Karla Ceglarja, salezijanca, je razvidno, da je pričakoval smrt, saj se je na predvečer umora od njega poslovil z besedami »Na svidenje! Na svidenje v nebesih!«. Skupina četnikov, ki jo je pomagal organizirati Cvar je v noči med 13. in 14. junijem v spanju zaklala tri partizane, posledično so partizani Cvara aretirali 17. junija.
Stane Snoj pripoveduje, da so partizani »kaplana Cvara privlekli neke noči vsega umazanega pred župnišče k Sv. Križu in zahtevali od župnika Albina Avguština, da jim odpre cerkev. Tam je pod strogo partizansko kontrolo zadnjikrat maševal, župnik Albin pa mu je ministriral« ... »Cvara so od tod odvlekli v gozd, od koder se ni več vrnil.«
Na smrt je bil obsojen 18. junij 1942 in usmrčen ob osmih zvečer. Po pripovedi so ga po mučenju umorili in zakopali v Kotu, pozneje pa so župljani grob našli v gozdiču pod Roženberkom. 29. marca 1943 so ga izkopali in ga v slovesnem sprevodu nesli na Veselo Goro. Njegova grobnica je pred oltarjem na levi strani v cerkvi na Veseli Gori.